# Кенес (Жанакорганський район)
Кене́с (каз. Кеңес) — село у складі Жанакорганського району Кизилординської області Казахстану. Входить до складу сільського округу Жаманбай-батира.
У радянські часи село було частиною села Талап або Кенес.
Населення — 1073 особи (2021; 1383 у 2009, 1344 у 1999, 1517 у 1989).